# Hongkong op de Olympische Zomerspelen 1992
Hongkong nam deel aan de Olympische Zomerspelen 1992 in Barcelona, Spanje. Net als bij de acht eerdere deelnames werd geen medaille gewonnen.

## Deelnemers en resultaten

### Atletiek
| Olympiër      | Discipline      | Resultaat | Prestatie              |
| ------------- | --------------- | --------- | ---------------------- |
| Ku Wai Ming   | 100m (m)        | 44e       | serie 9: 5de in 10,74  |
| Pat Kwok Wai  | 200m (m)        | 68e       | serie 10: 6de in 22,45 |
|               |                 |           |                        |
| Chan Sau Ying | 100m horden (v) | 32e       | serie 5: 7de in 13,88  |

### Badminton
| Olympiër                  | Discipline     | Resultaat | Prestatie |
| ------------------------- | -------------- | --------- | --- |
| Chan Kin Ngai             | enkelspel (m)  | 9e        | 1ste ronde: W van RSA Meerholz: 15-7, 15-4 2de ronde: W van INA Khan: 18-13, 15-3 3de ronde: V van DEN Larsen: 10-15, 5-15       |
| Wong Wai Lap              | enkelspel (m)  | 9e        | 1ste ronde: W van MRI Clarisse: 15-1, 15-2 2de ronde: W van AUT Koch: 17-18, 15-6, 15-3 3de ronde: V van MAS Sidek: 2-15, 3-15   |
| Chan Siu Kwong Ng Pak Kum | dubbelspel (m) | 9e        | 1ste ronde: W van ISL Hallgrimsson/Kristjansson: 12-15, 15-6, 15-12 2de ronde: V van JPN Matsuno/Matsuura: 16-18, 6-15           |
|                           |                |           | |
| Wong Chun Fan             | enkelspel (v)  | 9e        | 1ste ronde: W van NED Coene: 11-8, 12-9 2de ronde: W van SUI Albrecht: 8-11, 11-4, 11-3 3de ronde: V van INA Susanti: 4-11, 2-11 |

### Boogschieten
| Olympiër  | Discipline      | Resultaat | Prestatie                              |
| --------- | --------------- | --------- | -------------------------------------- |
| Fung Yick | individueel (m) | 69e       | plaatsingsronde: 69ste met 1188 punten |

### Judo
| Olympiër     | Discipline | Resultaat | Prestatie |
| ------------ | ---------- | --------- | --------- |
| Lee Kan      | -60kg (m)  | 35e       |           |
| Au Woon Yiu  | -65kg (m)  | 24e       |           |
|              |            |           |           |
| Yu Wai Seung | -52kg (v)  | 16e       |           |
| Law Lai Wah  | -52kg (v)  | 14e       |           |

### Kanovaren
| Olympiër                   | Discipline    | Resultaat | Prestatie                                              |
| -------------------------- | ------------- | --------- | ------------------------------------------------------ |
| Luk Kwok Sun Chung Chi Lok | K-2 500m (m)  | 30e       | serie 2: 8ste in 1.54,10 herkansingen: 8ste in 1.48,20 |
| Luk Kwok Sun Chung Chi Lok | K-2 1000m (m) | 26e       | serie 1: 8ste in 3.50,30 herkansingen: 6de in 3.45,63  |

### Roeien
| Olympiër                     | Discipline      | Resultaat | Prestatie |
| ---------------------------- | --------------- | --------- | --- |
| Lui Kam Chi Chiang Wing Hung | dubbel-twee (m) | 19e       | serie 1: 5de in 7.14,87 herkansingen: 4de in 7.20,92 halve finale C/D: 3de in 6.51,82 finale D: 2de in 7.00,90 |
|                              |                 |           | |
| Ho Kim Fai                   | skiff (v)       | 15e       | serie 2: 5de in 8.13,19 herkansingen: 5de in 8.14,63 finale C: 3de in 8.32,86                                  |

### Schermen
| Olympiër       | Discipline | Resultaat | Prestatie                                   |
| -------------- | ---------- | --------- | ------------------------------------------- |
| Tang Kwong Hau | floret (m) | 49e       | 1ste ronde groep 8: 6de met 1 overwinning   |
| Lo Moon Tong   | floret (m) | 30e       | 1ste ronde groep 9: 4de met 2 overwinningen |
| Wu Xing Yao    | floret (m) | 42e       | 1ste ronde groep 6: 4de met 2 overwinningen |

### Schietsport
| Olympiër            | Discipline      | Resultaat | Prestatie                                              |
| ------------------- | --------------- | --------- | ------------------------------------------------------ |
| Gilbert King-hong U | 50m pistool (m) | 43e       | kwalificatie: 43ste met 532 punten (90-83-84-91-92-92) |

### Tafeltennis
| Olympiër                | Discipline     | Resultaat | Prestatie |
| ----------------------- | -------------- | --------- | --- |
| Lo Chuen Tsung          | enkelspel (m)  | 17e       | groep J: 2de V van KOR Yoo: 1-2 W van CUB Roque: 2-0 W van USA O'Neill: 2-0 |
|                         |                |           | |
| Chan Tan Lu             | enkelspel (v)  | 17e       | groep F: 2de V van ROU Ciosu: 0-2 W van UGA Musoke: 2-0 |
| Chai Po Wa              | enkelspel (v)  | 5e        | groep G: 1ste W van AUS Tepper: 2-0 W van KOR Jung-Im: 2-1 W van TUN Touati: 2-0 2de ronde: W van TCH Hrachová: 3-0 (21-11, 21-17, 21-7) kwartfinale: V van CHN Qiao: 0-3 (13-21, 20-22, 14-21) |
| Chan Suk Yuen           | enkelspel (v)  | 33e       | groep M: 3de V van PRK Kim: 0-2 V van FRA Wang-Dréchou: 0-2 W van ESP Godes: 2-0 |
| Chai Po Wa Chan Tan Lui | dubbelspel (v) | 5e        | groep E: 1ste W van FRA Coubat/Wang-Dréchou: 2-0 W van ARG Gabaglio/Kim: 2-0 W van USA Gee/Hugh: 2-0 kwartfinale: V van CHN Chen/Gao: 1-3 (6-21, 21-14, 15-21, 18-21)                           |

### Zeilen
| Olympiër                        | Discipline        | Resultaat | Prestatie                                     |
| ------------------------------- | ----------------- | --------- | --------------------------------------------- |
| Tak Sum Wong                    | lechner A-390 (m) | 20e       | 230,7 punten: (10-30-32-26-19-10-13-6-31-PMS) |
|                                 |                   |           |                                               |
| Lai Shan Lee                    | lechner A-390 (v) | 11e       | 143,0 punten: (12-12-11-14-8-12-8-16-10-4)    |
|                                 |                   |           |                                               |
| Simon Patrick Ellis Sven Merkel | flying dutchman   | 17e       | 109,0 punten: (9-15-13-15-12-18-9)            |

### Zwemmen
| Olympiër                                                          | Discipline            | Resultaat | Prestatie                     |
| ----------------------------------------------------------------- | --------------------- | --------- | ----------------------------- |
| Wu Tat Cheung                                                     | 50m vrije slag (m)    | 59e       | serie 3: 3de in 25,45         |
| Michael Wright                                                    | 50m vrije slag (m)    | 39e       | serie 6: 5de in 23,90         |
| Arthur Li Kai Yien                                                | 100m vrije slag (m)   | 42e       | serie 5: 2de in 52,22         |
| Michael Wright                                                    | 100m vrije slag (m)   | 39e       | serie 6: 6de in 51,88         |
| Kelvin Li                                                         | 200m vrije slag (m)   | 1         | serie 3: 5de in 1.59,40       |
| Arthur Li Kai Yien                                                | 200m vrije slag (m)   | 33e       | serie 3: 1ste in 1.54,35      |
| Chi Jia Han                                                       | 100m schoolslag (m)   | 45e       | serie 3: 5de in 1.06,81       |
| Andrew Rutherfurd                                                 | 100m schoolslag (m)   | 29e       | serie 4: 1ste in 1.04,23 (NR) |
| Chi Jia Han                                                       | 200m schoolslag (m)   | 44e       | serie 1: 1ste in 2.30,74      |
| Andrew Rutherfurd                                                 | 200m schoolslag (m)   | 37e       | serie 2: 1ste in 2.24,29      |
| Duncan Todd                                                       | 100m vlinderslag (m)  | 48e       | serie 4: 7de in 57,29         |
| Arthur Li Kai Yien                                                | 100m vlinderslag (m)  | 39e       | serie 4: 3de in 56,47         |
| Duncan Todd                                                       | 200m vlinderslag (m)  | 38e       | serie 2: 3de in 2.08,20       |
| Duncan Todd                                                       | 200m wisselslag (m)   | 42e       | serie 2: 2de in 2.12,29       |
| Arthur Li Kai Yien                                                | 200m wisselslag (m)   | 37e       | serie 3: 4de in 2.09,32       |
| Duncan Todd                                                       | 400m wisselslag (m)   | 30e       | serie 1: 2de in 4.41,84       |
| Arthur Li Kai Yien                                                | 400m wisselslag (m)   | DNS       | serie 1: niet gestart         |
| Arthur Li Kai Yien Wu Tat Cheung Kelvin Li Kar Wai Michael Wright | 4x100m vrije slag (m) | 14e       | serie 2: 6de in 3.30,61       |
| Arthur Li Kai Yien Wu Tat Cheung Kelvin Li Kar Wai Michael Wright | 4x200m vrije slag (m) | 16e       | serie 2: 6de in 7.54,30       |
| Arthur Li Kai Yien Andrew Rutherfurd Duncan Todd Michael Wright   | 4x100m wisselslag (m) | 19e       | serie 2: 6de in 3.56,46       |
|                                                                   |                       |           |                               |
| Robyn Lamsam                                                      | 50m vrije slag (v)    | 36e       | serie 3: 5de in 27,40         |
| Robyn Lamsam                                                      | 100m vrije slag (v)   | 37e       | serie 1: 2de in 59,26         |
| Robyn Lamsam                                                      | 200m vrije slag (v)   | 30e       | serie 1: 2de in 2.08,60       |
| Robyn Lamsam                                                      | 400m vrije slag (v)   | 30e       | serie 1: 3de in 4.32,23       |

Albanië · Algerije · Amerikaanse Maagdeneilanden · Amerikaans-Samoa · Andorra · Angola · Antigua en Barbuda · Argentinië · Aruba · Australië · Bahama's · Bahrein · Bangladesh · Barbados · België · Belize · Benin · Bermuda · Bhutan · Bolivia · Bosnië en Herzegovina · Botswana · Brazilië · Britse Maagdeneilanden · Bulgarije · Burkina Faso · Canada · Centraal-Afrikaanse Republiek · Chili · China · Chinees Taipei · Colombia · Congo-Brazzaville · Cookeilanden · Costa Rica · Cuba · Cyprus · Denemarken · Djibouti · Dominicaanse Republiek · Duitsland · Ecuador · Egypte · El Salvador · Equatoriaal-Guinea · Estland · Ethiopië · Fiji · Filipijnen · Finland · Frankrijk · Gabon · Gambia · Gezamenlijk team · Ghana · Grenada · Griekenland · Groot-Brittannië · Guam · Guatemala · Guinee · Guyana · Haïti · Honduras · Hongarije · Hongkong · Ierland · IJsland · India · Indonesië · Irak · Iran · Israël · Italië · Ivoorkust · Jamaica · Japan · Jemen · Jordanië · Kaaimaneilanden · Kameroen · Kenia · Koeweit · Kroatië · Laos · Lesotho · Letland · Libanon · Libië · Liechtenstein · Litouwen · Luxemburg · Madagaskar · Malawi · Malediven · Maleisië · Mali · Malta · Marokko · Mauritanië · Mauritius · Mexico · Monaco · Mongolië · Mozambique · Myanmar · Namibië · Nederland · Nederlandse Antillen · Nepal · Nicaragua · Nieuw-Zeeland · Niger · Nigeria · Noord-Korea · Noorwegen · Oeganda · Oman · Oostenrijk · Pakistan · Panama · Papoea-Nieuw-Guinea · Paraguay · Peru · Polen · Portugal · Puerto Rico · Qatar · Roemenië · Rwanda · Saint Vincent‑Grenadines · Salomonseilanden · Samoa · San Marino · Saoedi-Arabië · Senegal · Seychellen · Sierra Leone · Singapore · Slovenië · Soedan · Spanje · Sri Lanka · Suriname · Swaziland · Syrië · Tanzania · Thailand · Togo · Tonga · Trinidad en Tobago · Tsjaad · Tsjecho-Slowakije · Tunesië · Turkije · Uruguay · Vanuatu · Venezuela · Verenigde Arabische Emiraten · Verenigde Staten · Vietnam · Zaïre · Zambia · Zimbabwe · Zuid-Afrika · Zuid-Korea · Zweden · Zwitserland · Onafhankelijke olympische deelnemers